# Banco Santander Brasil

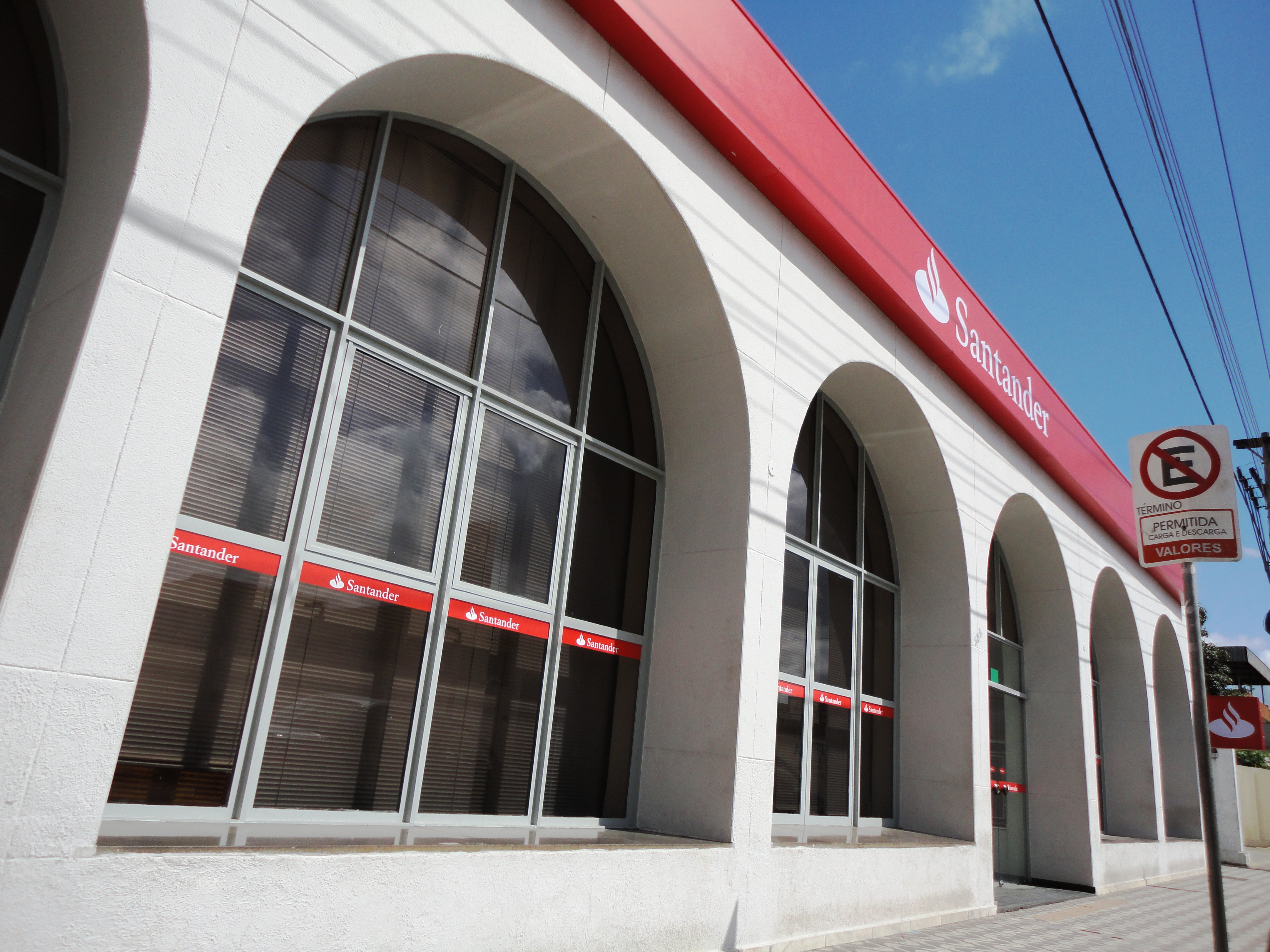
Banco Santander Brasil en Coronel Fabriciano, Minas Gerais

Banco Santander Brasil est une des principales banques du Brésil. Fondée en 1982, elle fait partie du Grupo Santander, groupe espagnol des métiers de la finance et de l'assurance.